# Asphingoderus elazigi
Asphingoderus elazigi är en insektsart som beskrevs av Demirsoy 1979. Asphingoderus elazigi ingår i släktet Asphingoderus och familjen gräshoppor. Inga underarter finns listade i Catalogue of Life.